# Zum Glück bleibt es in der Familie
Zum Glück bleibt es in der Familie (Originaltitel: On ne choisit pas sa famille) ist eine französische Filmkomödie von Christian Clavier aus dem Jahr 2011. In Claviers Regiedebüt sind in den Hauptrollen neben ihm selbst Jean Reno, Muriel Robin und Helena Noguerra zu sehen.
Der Film kam 2011 in die französischen Kinos und erschien in Deutschland 2013 direkt auf DVD.

## Handlung
Die Tontechnikerin Kim und die erfolgreiche Anwältin Alex sind ein glückliches Paar. Bei einer Geschäftsreise haben sie die kleine Waise Maily in Thailand kennengelernt und wollen sie nun adoptieren. Weil aber nach einem neuen Gesetz in Thailand nur verheiratete Paare adoptieren dürfen, suchen sie jemanden, der einer Scheinehe zustimmt. Aber keiner ihrer Freunde möchte dabei mitmachen.
Deswegen fragt Alex ihren sechzehn Jahre älteren Bruder César, der gerade in finanziellen Schwierigkeiten mit seinem Autohaus steckt. Alex bietet als Entschädigung für seine Hilfe an, ihm bei der finanziellen Sanierung seines Autohauses unter die Arme zu greifen. César willigt ein und fliegt mit Kim nach Thailand. Die beiden können sich nicht ausstehen und als sie auch noch am Flughafen nicht von der Leiterin des Waisenhauses, die an Malaria leidet, sondern von dem misstrauischen baskischen Arzt Doktor Luix abgeholt werden, droht ihre Scheinehe aufzufliegen.
Doch César und Kim gelingt es, sich halbwegs miteinander zu arrangieren. Als aber César leicht erkrankt und mit Luix zu einer Apotheke in Bangkok geht, werden nicht nur seine Uhr, sondern auch die Papiere von Kim gestohlen. Allerdings fällt César zunächst nur der Verlust der Uhr auf, die Luix zurückholen kann. Als er am nächsten Tag jedoch erpresst wird, er bekomme die Papiere gegen 50.000 Baht wieder, hilft ihm abermals Luix, der auch die entwendeten Papiere zurückholen kann. César gerät währenddessen in eine Schlägerei mit einem Behinderten, weshalb er von der Polizei ins Gefängnis gebracht wird, wo er unter harten Bedingungen ausharren muss.
Luix und Kim suchen nun den Anwalt Piok Niok auf, der meint, er könne nur die Haftstrafe von zehn auf fünf Jahre reduzieren. Also reist Alex aus Paris an und ihr gelingt es auch, ihren Bruder durch geschicktes Verhandeln mit der Gegenseite aus dem Gefängnis zu holen. Luix ist derweil begeistert von Alex und verliebt sich in sie, was Kim eifersüchtig macht. Nun fahren die vier endlich zu dem Waisenhaus, wo César und Kim Maily abholen. Doch die Leiterin lässt sie nicht gleich fahren; sie sollen Maily erst einmal in ihrer gewohnten Umgebung kennenlernen. Da Maily die Zeit nur mit ihren „Eltern“ verbringen soll, unternehmen Luix und Alex etwas eigenes. Schließlich geht doch alles glatt und César, Kim und Alex reisen mit Maily nach Paris.
Drei Monate später hat sich auch Luix entschlossen, wegen Alex nach Paris zu ziehen. Er macht sich weiterhin Hoffnungen, obwohl César ihm nun offenbart, dass sie homosexuell sei. Luix lässt sich davon nicht unterkriegen und man sieht auf zahlreichen Fotos während des Abspanns, wie die vier zusammen mit Maily als Familie leben.

## Hintergrund

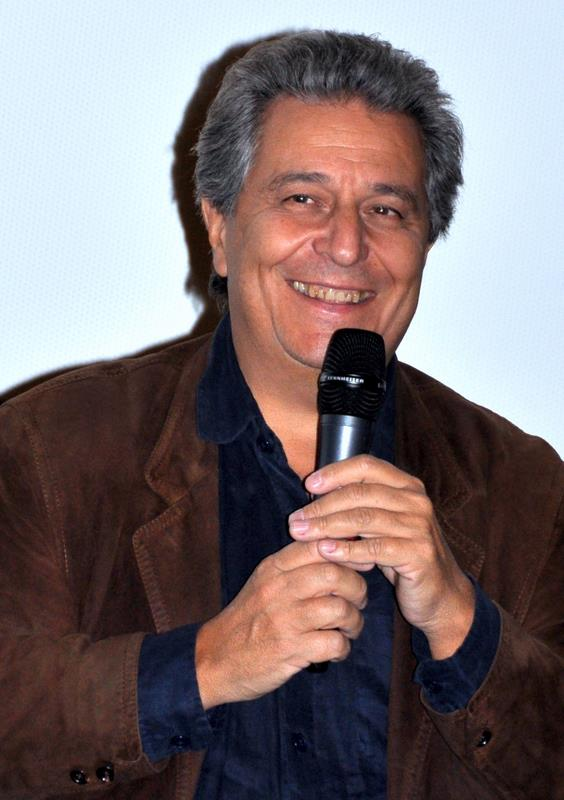
Christian Clavier bei der Premiere des Films, 2011

- Der Film war die sechste Zusammenarbeit von Jean Reno und Christian Clavier.
- Muriel Robin, Jean Reno und Christian Clavier waren bereits in Die Zeitritter – Auf der Suche nach dem heiligen Zahn (1998) zusammen zu sehen.

## Kritik
„Das Schauspiel-Duo Clavier/Reno hatte mit „Die Besucher“ einen großen Kino-Erfolg. Leider trägt Christian Clavier, der hier auch zum ersten Mal Regie führt, aber etwas zu dick in Sachen Klamauk auf.“

„Attraktiv zusammengemixt aus Zutaten von „Green Card“ und dem zweiten „Hangover“, gefällt der ausgelassene Klamauk mit seinen exotischen Kulissen und derben Gags. Keine Frage: Jean Reno ist wieder auf Erfolgskurs.“

„Derbe und hyperaktiv, aber mit gutem Kern.“